# برتونه جنسیس
برتونه جنسیس (به انگلیسی: Bertone Genesis) یا گاهی اوقات به‌عنوان لامبورگینی جنسیس شناخته می‌شود، یک خودروی مفهومی طراحی شده توسط برتون با استفاده از قطعات لامبورگینی بود. نخستین بار در نمایشگاه خودروی تورین در سال ۱۹۸۸ در معرض دید عموم قرار گرفت.
جنسیس یک مینی ون پنج در است و دارای درهای بال‌پرنده‌ای در جلو و درهای کشویی در عقب است. با همان ۴۵۵ اسب بخار ترمز (۳۳۹ کیلووات) تغذیه می‌شد موتور ۵٫۲ لیتری وی۱۲ موجود در لامبورگینی کانتاش کواترووالووله، متصل به جعبه‌دنده خودکار ۳ سرعته تورک‌فلایت که نیرو را به چرخ‌های عقب می‌فرستد. جنسیس به‌طور قابل توجهی کندتر از کانتاش بود، با وزن حدود ۱٬۸۰۰ کیلوگرم (۳٬۹۶۸ پوند) همراه با ضرایب دنده کوتاه‌تر از جعبه‌دنده ۳ سرعته کرایسلر. درحالی‌که ال‌ام۰۰۲ اخیراً تولید خود را به پایان رسانده بود و فضای مونتاژ بالقوه را برای جنسیس یا وسیله نقلیه‌ای مانند آن آزاد کرده بود، هرگز قرار نبود فراتر از مطالعه طراحی خودروهای نمایشی فراتر رود.